# Балетмейстер

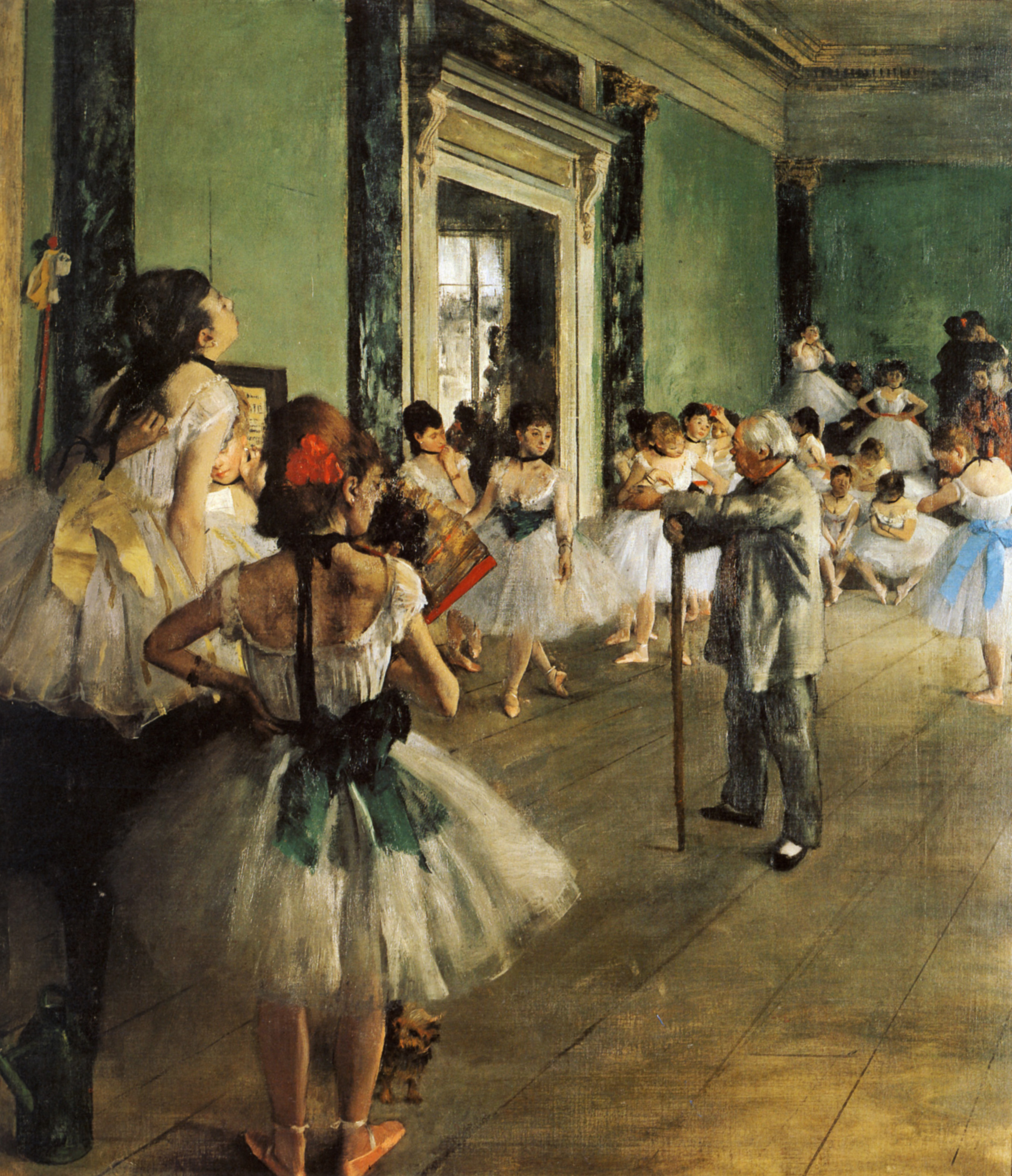
Эдгар Дега. «Балетмейстер Жюль Перро». 1875

Балетмейстер (нем. Ballettmeister — «постановщик балета») — автор и постановщик балетов, танцев, хореографических номеров, танцевальных сцен в опере и оперетте, создатель танцевальных форм. Балетмейстер ставит хореографические сцены, танцы, создаёт систему движений в пространстве сцены или танцевальной площадки, определяет грим и костюмы персонажей, выбирает декорации и освещение. Всё это он подчиняет основной идее, чтобы танцевальное зрелище представляло собой гармоническое целое. Подготовка спектакля или танца происходит во время репетиций. Заключительным этапом работы является показ спектакля в присутствии зрителей или съёмка, если работа происходит в кино или на телевидении.

## Известные балетмейстеры
XVIII век, Эпоха Просвещения
- Гаспаро Анджолини (1731—1803)
- Гаэтано Вестрис (1729—1808)
- Максимилиан Гардель (1741—1787)
- Жан Доберваль (1742—1806)
- Луи Дюпор (1781(?)—1853)
- Жан-Батист Ландэ (ум. 1748)
- Шарль Ле Пик (1749(?)—1806)
- Жан-Жорж Новерр (1727—1810)
- Франц Хильфердинг (1710—1768)

XIX век, Эпоха Романтизма и Классический балет
- Альбер (1789—1865)
- Август Бурнонвиль (1805—1879)
- Фелицата Гюллень-Сор (1805 — после 1850)
- Гаэтано Джойя (1768 (1764?)—1826)
- Карл Дидло (1767—1837)
- Лев Иванов (1834—1901)
- Жан Коралли (1779—1854)
- Луи Милон (1766—1845)
- Жюль Перро (1810—1892)
- Мариус Петипа (1818—1910)
- Артур Сен-Леон (1821—1870)
- Поль Тальони (1808—1883)
- Филиппо Тальони (1777—1871)

XX век
- Фредерик Аштон (1904—1988)
- Джордж Баланчин (1904—1983)
- Морис Бежар (1927—2007)
- Дмитрий Брянцев (1947—2004)
- Владимир Бурмейстер (1904—1971)
- Василий Вайнонен (1901—1964)
- Касьян Голейзовский (1892—1970)
- Юрий Григорович (1927—2025)
- Ростислав Захаров (1907—1984)
- Леонид Лавровский (1905—1967)
- Пьер Лакотт (1932—2023)
- Серж Лифарь (1904—1986)
- Кеннет Макмиллан (1929—1992)
- Ханс ван Манен (род. 1932)
- Игорь Моисеев (1906—2007)
- Леонид Мясин (1896—1979)
- Бронислава Нижинская (1891—1972)
- Джон Ноймайер (род. 1939)
- Рудольф Нуриев (1938—1993)
- Ролан Пети (1924—2011)
- Алексей Ратманский (род. 1968)
- Мари Рамбер (1888—1982)
- Джером Роббинс (1918—1998)
- Борис Романов (1891—1957)
- Михаил Фокин (1880—1942)
- Леонид Якобсон (1904—1975)

XXI век
- Морис Бежар (1927—2007)
- Махар Вазиев (род. 1961)
- Юрий Григорович (1927—2025)
- Начо Дуато (род. 1957)
- Пьер Лакотт (1932—2023)
- Ханс ван Манен (род. 1932)
- Джон Ноймайер (род. 1939)
- Ролан Пети (1924—2011)
- Алексей Ратманский (род. 1968)